# Ett fall för Vera
Ett fall för Vera (engelska: Vera) är en brittisk kriminal- och dramaserie baserad på Ann Cleeves romaner om detektiven Vera Stanhope. Serien hade premiär i Storbritannien den 1 maj 2011 och den trettonde säsongen började visas i brittisk TV den 7 januari 2024 och i Sverige den 22 juni samma år.

## Handling
Serien utspelar sig i Northumberland och kretsar kring poliskommissarie Vera Stanhope och hennes team när de löser det ena mordfallet efter det andra.

## Rollista i urval
- Brenda Blethyn - Vera Stanhope
- Kenny Doughty - Aiden Healy
- David Leon - Joe Ashworth
- Cush Jumbo - Bethany Whelan
- Wunmi Mosaku - Holly Lawson
- Clare Calbraith - Rebecca Shepherd
- Kingsley Ben-Adir - Marcus Summer
- Paul Kaye - Malcolm Donahue
- Paul Ritter - Billy Cartwright
- Riley Jones - Mark Edwards